# Wesseker See

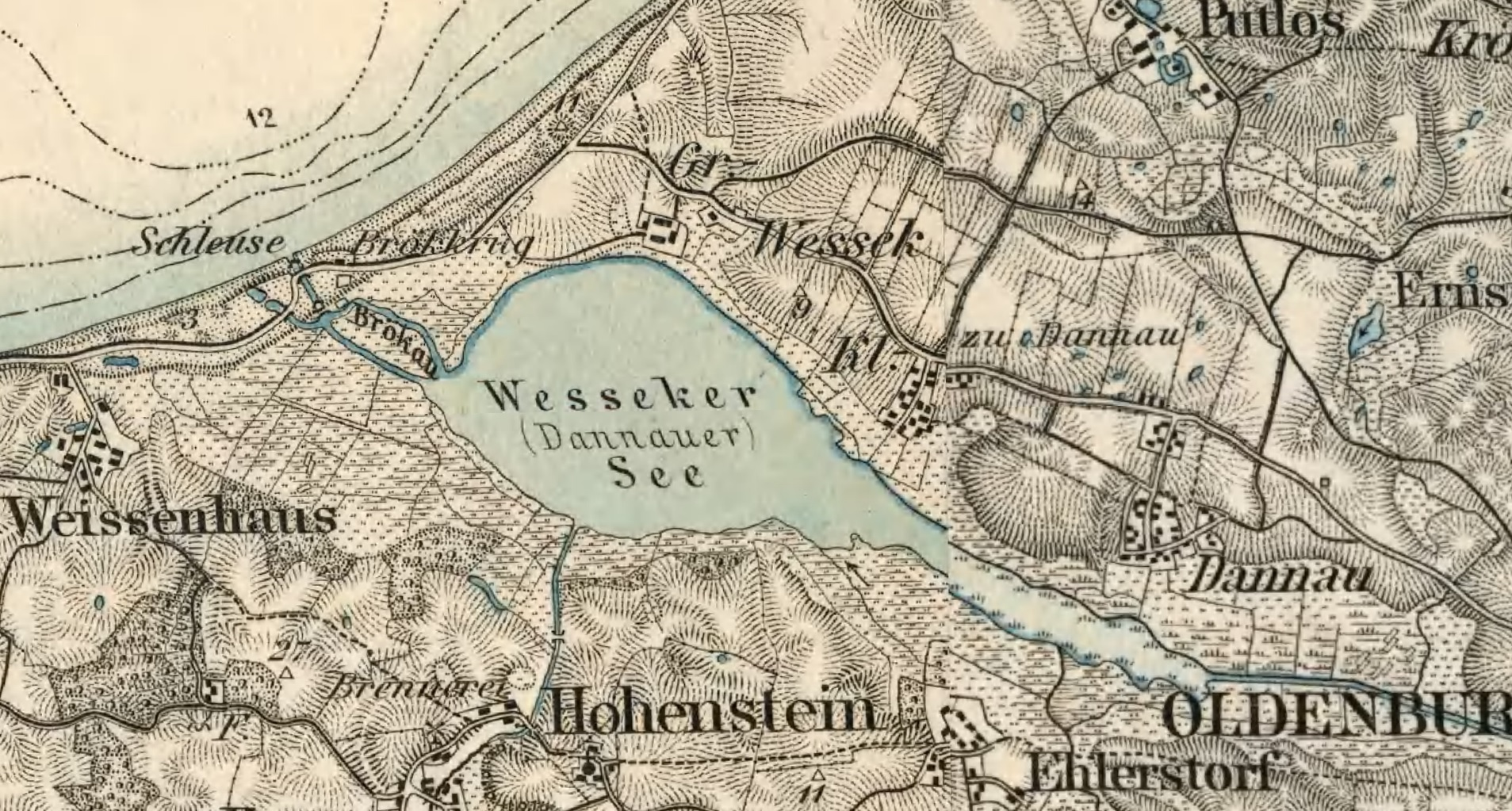
Wesseker See um 1873

Der Wesseker See (früher auch Dannauer See) ist ein See und Naturschutzgebiet in der schleswig-holsteinischen Gemeinde Wangels und der Stadt Oldenburg in Holstein im Kreis Ostholstein.

## Naturschutzgebiet
Das 245,89 Hektar große Naturschutzgebiet ist mit der Nummer 58 in das Verzeichnis der Naturschutzgebiete des Ministeriums für Landwirtschaft, Umwelt und ländliche Räume eingetragen. Es wurde 1961 ausgewiesen (Datum der Verordnung: 3. Februar 1961). Das Naturschutzgebiet ist Bestandteil des FFH-Gebietes „Strandseen der Hohwachter Bucht“ und des EU-Vogelschutzgebietes „Östliche Kieler Bucht“. Zuständige untere Naturschutzbehörde ist der Kreis Ostholstein. Betreut wird das Naturschutzgebiet vom Landesverband Schleswig-Holstein des Naturschutzbunds Deutschland.
Das Naturschutzgebiet liegt nordwestlich von Oldenburg in Holstein im Oldenburger Graben. Es stellt den Wesseker See und die angrenzenden Bereiche unter Schutz. Der See ist von ausgedehnten Röhrichtflächen und Seggen- und Binsensümpfen umgeben.
Der ursprünglich rund 150 Hektar große See ist durch Entwässerungsmaßnahmen auf eine Größe von circa 50 Hektar geschrumpft. Die Wassertiefe des im Mittel 30 cm tiefen Sees beträgt vielfach nur noch 15 cm. Darunter liegt eine dicke Schlammschicht. Die Uferlänge des Sees beträgt rund 3,1 km. Bei Hochwasser der Ostsee wird überschüssiges Wasser aus dem Oldenburger Graben, das über Schöpfwerke nicht mehr in die Ostsee gepumpt werden kann, in den Wesseker See geleitet.
Die Schilfgebiete um den Wesseker See sind Lebensraum der Rohrdommel. Da das Schilf teilweise für die kommerzielle Schilfmahd genutzt wurde und den Tieren so die Deckung fehlte, entfielen Teile des Naturschutzgebietes als Brutgebiet für die Rohrdommel. Mittlerweile konnten Privatflächen aufgekauft werden und so aus der Nutzung genommen werden.
Der See gilt als Gewässer mit nationaler Bedeutung für Wasservögel. Als Schlafplatz für Löffel- und Schnatterenten hat er auch internationale Bedeutung. Auch der Seeadler ist hier heimisch.